# 16. Infanterie-Division
16. Infanterie-Division var ett tyskt infanteriförband under andra världskriget. Divisionen omorganiserades i november 1940 till 16. Panzer-Division.

## Befälhavare
- Generalleutnant Gotthard Heinrici (1 sep 1939 - 1 feb 1940)
- Generalmajor Heinrich Krampf (1 feb 1940 - 1 juni 1940)
- Generalmajor Hans-Valentin Hube (1 juni 1940 - 1 nov 1940)

## Organisation
- 60. infanteriregementet
- 64. infanteriregementet
- 79. infanteriregementet
- 16. artilleriregementet
- 52. artilleriregementet, 1 bataljon
- 16. pansarvärnsbataljonen
- 16. spaningsbataljonen
- 16. fältreservbataljonen
- 16. signalbataljonen
- 16. pionjärbataljonen
- träng- och tygförband